# Passage Sainte-Foy
Le passage Sainte-Foy est une voie du 2e arrondissement de Paris, en France.

## Situation et accès
Le passage Sainte-Foy est orienté globalement est-ouest, dans le 2e arrondissement de Paris. Long de 78 m, il relie la rue Saint-Denis  à la rue Sainte-Foy, en débutant dans les deux cas par des portes d'immeubles. Il traverse les immeubles de façon rectiligne, sauf au débouché de la rue Sainte-Foy où il oblique légèrement vers le nord.
Le passage comporte un escalier de 13 marches qui correspond à la dénivellation entre le chemin de ronde intérieur et la levée de terre du rempart de l'ancienne enceinte de Charles V, dont la rue Sainte-Foy occupait le sommet avant sa démolition.

## Origine du nom
Il doit son nom à sa proximité avec la rue Sainte-Foy qui est ainsi nommée en raison d'une enseigne d’un ancien commerce, représentant sainte Foy, qui se trouvait dans cette rue.

## Historique
Le passage Sainte-Foy correspond à l'ancien passage Sainte-Marguerite, reconstruit en 1813 sous le nom de « passage Aubert ». Il prend son nom actuel en 1873.

## Pour approfondir